# Битва при Тальма
Битва при Тальма, или бой в долине Оти 13 августа 1553 — сражение между имперскими и французскими войсками в ходе Итальянской войны 1551—1559 годов.

## Кампания 1553 года на Северном театре
В ходе кампании 1553 года, действуя по плану, предложенному в январе генералом де Бюньикуром, имперцы овладели Теруаном и Эденом, форсировав французские линии обороны на Лисе и Канше. Прошлогоднее поражение под Мецем было отомщено вдвойне, но правительница Нидерландов Мария Австрийская требовала у главнокомандующего Эммануэля Филиберта Савойского развивать успех, для чего 22 июля направила ему дополнительные контингенты солдат, пионеров, снаряжение и артиллерию. Отдохнув в Люшё и проследив за разрушением Эдена, герцог Савойский решил осадить Дуллан. Падение этой крепости угрожало прорывом имперцев через линию Оти к Сомме, где они могли нанести удар по Амьену и Сен-Кантену, поэтому коннетабль Монморанси был вынужден поторопиться с ответными действиями.

## Наступление Монморанси
Направив подкрепление в Дуллан, французский главнокомандующий покинул Шантийи, и в конце июля стал лагерем под Амьеном, имея около 20 тыс. человек. Узнав, что французы ожидают подхода 10 тыс. швейцарцев и граубюнденцев, Эммануэль Филиберт 8 августа снял едва начатую осаду и приготовился к полевому сражению перед Дулланом.
Коннетабль рассчитывал заманить части противника в засаду, для чего двинул войска в сторону Дуллана отдельными группами, с большими интервалами. Впереди шли конные и пешие разведчики де Сансака и кавалерия принца Конде, за ними на некотором расстоянии двигался маршал Сент-Андре с пятью сотнями тяжёлой кавалерии, и замыкал марш коннетабль, имевший 4000 конницы, аркебузиров и арьербан, двадцать рот французской и немецкой пехоты, и четыре орудия.

## Рейд имперцев
Имперцы не имели точных сведений о расположении противника, и полагали, что французы стоят на Сомме. Для рекогносцирования был собран отряд из 3000 — 4000 кавалеристов, тяжеловооружённых из элитных ордонансовых рот и шеволежеров, под командованием цвета южнонидерландской знати: сеньора де Бюньикура, графа де Буссю, графа д'Аренберга, герцога д'Арсхота, принца д'Эпинуа, графа д'Эгмонта, графа ван Мегена, маркиза де Ранти, графа ван Хогстратена, графа де Линя, Шарля де Тразеньи и его брата. Герцог хотел придать им в подкрепление 500 шеволежеров и 600 испанских конных аркебузиров, но бельгийцы, прохладно относившиеся к испанцам, и не желавшие ни с кем делиться славой, отказались.
Выступив 12 августа, фламандцы после ночного марша узнали от крестьян, вышедших из Амьена, что французы тем же вечером частью сил перешли Сомму и движутся к Дуллану. Опытные Бюньикур и Аренберг предложили вернуться к главным силам, но остальные сеньоры заявили, что всегда успеют отступить, и решили провести разведку боем.

## Сражение
Войско коннетабля, также шедшее всю ночь, в девять часов утра 13 августа столкнулось с фламандцами у деревни Тальма, в нескольких км к югу от Дуллана. Бюньикур, шедший впереди с тремя сотнями, приказал разворачиваться и медленно отходить, не нарушая строй и сохраняя отрыв от противника. Французская кавалерия герцога Немурского начала преследование, тревожа арьергард противника попеременно слева и справа. Бюньикур остановил марш, развернулся и отбросил французов. Увидев это, де Буссю и другие сеньоры забыли о предписании Бюньикура, и атаковали группу Конде и де Канапля, зашедшую с фланга, быстро опрокинув противника, и взяв обоих предводителей в плен.
К месту сражения подошёл отряд Сент-Андре, и бой продолжился. Коннетабль ещё раньше разместил в лесу на берегу реки Оти, к востоку от Дуллана, 30 знамён пехоты под командованием Вандома, из состава гарнизона города, и отряд лёгкой кавалерии. 300 шеволежеров Сансака выступили из леса, атаковали противника, а затем ложным отступлением заманили в засаду, под огонь аркебузиров. Оказавшись под ударом с двух сторон, бельгийские жандармы провели три отчаянные контратаки и вырвались из окружения.
По данным французов, противник потерял 400—500 человек убитыми, в том числе принца д'Эпинуа, 140 пленными и семь знамён. Герцог д'Арсхот, под которым была убита лошадь, спрятался в лесу, но через два дня был обнаружен местными крестьянами и сдан коннетаблю. Французам в ходе сражения удалось освободить принца Конде, но в плен попал сеньор де Ларошгюйон.

## Окончание кампании
Поражение при Тальма заставило герцога Савойского отказаться от форсирования Оти и отступить. Король Генрих II торжествовал победу, сильно переоценивая результаты этого частного успеха. Монморанси вскоре вернулся в лагерь под Амьеном, дожидаться прибытия короля и швейцарцев.
15 августа Генрих оставил королеву регентом в Компьене, и 22-го прибыл в Амьен, где через два дня провёл военный смотр. С прибытием швейцарцев и 1200 шотландцев численность армии достигла 40 000 пехоты и 12 000 конницы.
Имперцы отступили к Бапому и Камбре. У французов было достаточно сил для стремительного марша через Эно на Брюссель. 25 августа армия форсировала Сомму у Амьена, и двумя корпусами двинулась к Шельде через Корби и Миромон. В авангарде шёл коннетабль с Бурбонами и адмиралом Колиньи, а за ним следовал король с Франсуа де Гизом, Сент-Андре, швейцарцами и сильной артиллерией д’Эстре.
Монморанси отказался атаковать Бапом и Камбре (в последнем засел Бюньикур), посчитав их слишком хорошо укреплёнными, и 12 сентября форсировал Шельду у Кревкёра, после чего двинулся на Като-Камбрези. Город сдался без боя. Проведя там два дня, французы 16-го провели демонстрацию перед лагерем императора у Валансьена. Отступив к Солему, военачальники 17-го провели совещание, на котором атака позиции противника была признана неразумной, поскольку условия весьма напоминали обстоятельства битвы при Бикокке. Убедив короля в том, что на имперцев удалось нагнать достаточно страха, Монморанси предложил вернуться во Францию.
21 сентября Генрих стал лагерем у Сен-Кантена. Деньги и провизия заканчивались, и армия была распущена, за исключением корпуса Сент-Андре, которому поручили разграбить графство Сен-Поль.

## Итоги
Поражение при Тальма сорвало планы имперцев по овладению Дулланом, но в целом они добились успеха в ходе кампании. Сентябрьское наступление французов, предпринятое крупными силами, имело настолько жалкие результаты, что не вызвало у современников ничего, кроме насмешек над военными способностями Монморанси.